# Andrea Cozzolino

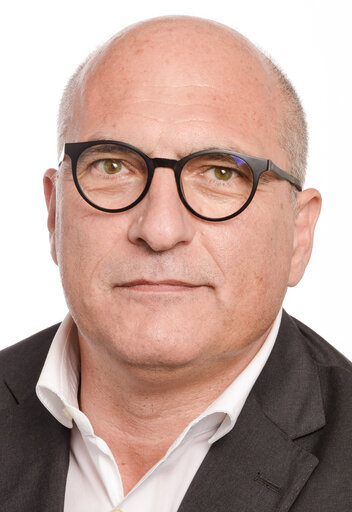
Andrea Cozzolino, 2019

Andrea Cozzolino (* 3. August 1962 in Neapel) ist ein italienischer Politiker des Partito Democratico (PD) und seit der Europawahl 2009 Mitglied des Europäischen Parlaments.

## Leben
Cozzolino war bereits früh politisch aktiv und war Ende der 1970er Jahre einer der Gründer der Associazione degli studenti napoletani contro la camorra, einer gegen die Camorra gerichteten Schülerorganisation. Er wurde Mitglied der Federazione Giovanile Comunista Italiana, der Jugendorganisation des Partito Comunista Italiano (PCI). 1983 bis 1986 war er deren Provinzsekretär für Neapel, anschließend für den gesamten Mezzogiorno. 1994 bis 1999 war er der neapolitanische Provinzsekretär des Partito Democratico della Sinistra (PDS) bzw. der Democratici di Sinistra (DS), wie der PCI ab 1991 bzw. 1998 hieß.
2000 wurde er für die DS in das Regionalparlament von Kampanien gewählt. Hier war er bis 2005 stellvertretender Vorsitzender des Regionalausschusses und von 2005 bis 2009 Dezernent der Regionalregierung für Industrie und Landwirtschaft. 2007 war er Mitglied der konstituierenden Versammlung des Partito Democratico (PD), der aus der Fusion der DS mit anderen Parteien hervorging.
Bei der Europawahl in Italien 2009 wurde Cozzolino ins Europäische Parlament gewählt, wo er der Fraktion S&D angehört. Er ist Mitglied im Haushaltsausschuss sowie im Ausschuss für Beschäftigung und soziale Angelegenheiten, in der Delegation in der Parlamentarischen Versammlung der Union für den Mittelmeerraum und der Delegation für die Beziehungen zu Afghanistan. Stellvertreter ist Cozzolino in der Delegation für die Beziehungen zu den Maschrik-Ländern, im Ausschuss für Verkehr und Fremdenverkehr und im Ausschuss für regionale Entwicklung.
Am 23. Januar 2011 gewann Cozzolino die Vorwahlen des Mitte-links-Bündnisses für die Bürgermeisterwahlen in Neapel. Seine Konkurrenten legten allerdings Protest dagegen ein und warfen ihm den Kauf von Stimmen vor.
Anfang Februar 2023 wurde der Immunitätsstatus von Cozzolino aufgehoben. Am 10. Februar 2023 wurde er verhaftet. Ihm wird vorgeworfen, sich von Drittstaaten bezahlt haben zu lassen.

## Dokumentarfilm
- Helmar Büchel: Gekaufte Politik? Europa in der Korruptionskrise. In: ZDF/Arte 2023, 11. April 2024 (91 Min.).